# Лорејн (округ Камбрија, Пенсилванија)
Лорен (енгл. Lorain) град је у америчкој савезној држави Пенсилванија.

## Демографија
По попису из 2010. године број становника је 759, што је 12 (1,6%) становника више него 2000. године.
| Група             | 2000.       | 2010.       |
| Белци             | 727 (97,3%) | 716 (94,3%) |
| Афроамериканци    | 12 (1,6%)   | 18 (2,4%)   |
| Азијати           | 6 (0,8%)    | 2 (0,3%)    |
| Хиспаноамериканци | 0 (0,0%)    | 4 (0,5%)    |
| Укупно            | 747         | 759         |